# Стари Литото
Стари Литото (грч. Παλαιό Λιθωτό, Палео Литото) је насељено место у општини Кукуш у периферији Средишња Македонија, Грчка. Према попису из 2021. године било је 11 становника.
Према бугарском географу и историчару, Василу Канчову, у Старом Литоту је 1900. године живело 280 Турака. За време Првог светског рата село је настрадало, становништво је пресељено јер је ту пролазила линија Солунског фронта. После рата део мештана се вратио, тако је 1920. у селу било 134 житеља. Године 1924. турско становништво је принудно исељено у Турску а на њихово место су насељене грчке избегличке породице из Турске, којих је на попису из 1928. било 95. Село се раније звало Ћолеменли.